# 엘지 팍스
엘지 팍스(Elsie Fox, 1902년 11월 27일 ~ 1993년 12월 5일)은 미국의 그리 중요하지 않은 각본가이다. 그녀는 작가 폴라 팍스의 생물학적 어머니이다.
팍스는 엘지 데 솔라(Elsie de Sola)라는 이름으로 쿠바에서 태어났다. 그녀의 아버지는 사탕수수 플랜테이션을 수유한 페르민 데 솔라였다. 19세의 나이에 소설가이자 각본가인 폴 허비 폭스와 결혼한 폭스는 남편과 함께 많은 영화의 각본을 함께 썼다. 《The Last Train from Madrid》(1937)은 얼마나 형편없었는지 그레이엄 그린이 "내가 본 중 최악의 영화"로 평했을 정도였다. 하지만 팍스 부부는 화려하고 사치스러운 생활을 영위하며 술, 담배에 탐닉했다. 엘지는 남편의 조카이자 배우인 더글라스 패어뱅크스와 바람을 피워 남편을 떠났으며, 한번은 너무 짖궃게 굴어서 험프리 보가트가 그녀를 호수에 던진 적이 있다고 한다.
1923년 팍스 부부는 딸 폴라를 낳지만 거의 낳자마자 버려져 친구와 가족들 손에 자라게 된다. 후에 폴라도 20세의 나이에 딸을 낳아 입양보내는데, 이 딸은 린다 캐롤이라는 이름의 심리치료사로 후일 뮤지션 코트니 러브를 낳는다. 성인이 되어서야 생물학적 어머니와 외할머니를 만난 린다 캐롤에 따르면 엘지 팍스와 코트니 러브는 "지적이며 야생아와 같은 도플갱어"와 같다고 한다.